# Arsenophonus
Arsenophonus – monotypowy rodzaj bakterii z rodziny Enterobacteriaceae.
Gatunkiem typowym jest Arsenophonus nasoniae opisany w 1991 roku przez zespół bakteriologów amerykańskich. W obrębie rodzaju wstępnie klasyfikuje się też gatunki w randze Candidatus („Candidatus Arsenophonus arthropodicus”, „Candidatus Arsenophonus phytopathogenicus”, „Candidatus Arsenophonus triatominarum”), jak również liczne inne symbionty owadów i pajęczaków.
Pośród enterobakterii, Arsenophonus wydaje się być bliżej spokrewniony z rodzajem Proteus, aniżeli z Escherichia, Citrobacter, czy Salmonella.
Nazwa rodzaju pochodzi z języka greckiego i oznacza zabójcę mężczyzn (arsên – mężczyzna, phonos – morderstwo). Utworzona została od skutków jakie przynosi zakażenie gatunkiem typowym bleskotek Nasonia vitripennis, tj. obumierania jaj z osobnikami płci męskiej.